# Ritchie Valens
Richard Steven Valenzuela Reyes (Pacoima, California, 13 de mayo de 1941-Clear Lake, Iowa, 3 de febrero de 1959), conocido como Ritchie Valens, fue un músico, compositor, cantante y guitarrista estadounidense. Es considerado uno de los pioneros del rock and roll, y el primero en cantar ese género en español. Forma parte del Salón de la Fama del Rock and Roll, y fueron sus mayores éxitos We Belong Together, Come On, Let's Go, Donna y La Bamba.
El día martes, 3 de febrero de 1959, conocido como «El día que murió la música», Valens murió en un accidente de avión en Iowa, un siniestro que también se cobró la vida de Buddy Holly y The Big Bopper, también músicos. Con tan solo 17 años, la vida y trayectoria de Valens quedaron truncadas.
En 1987, se estrenó La Bamba, película dirigida por Luis Valdez que narra la vida de Ritchie Valens (interpretado por el actor Lou Diamond Phillips), desde su ascenso musical hasta el día de su fatídica muerte. Con esta película, se volvió a retomar las canciones de Ritchie, interpretadas por el grupo Los Lobos (los mismos que realizaron y dirigieron la banda sonora del filme).[cita requerida]

## Primeros años
Ritchie Valens nació en Pacoima, un distrito del condado de Los Ángeles (California), el 13 de mayo de 1941. Sus padres fueron Joseph Steven Valenzuela y Concepción Reyes. Creció escuchando música tradicional mexicana, así como la guitarra flamenca, R & B y blues. Valens expresó interés en hacer su propia música a la edad de 5 años. Fue su padre quien lo alentó a aprender a tocar la guitarra y la trompeta, y posteriormente, se hizo autodidacta de la batería. Aunque Ritchie era zurdo, estaba tan ansioso por aprender a tocar la guitarra que dominó la versión diestra del instrumento. Para el tiempo en que asistió a la escuela secundaria de nombre Pacoima Junior High School, su dominio de la guitarra era tal que llevaba el instrumento musical a la escuela y le cantaba a sus amigos y compañeros de clase en las gradas. Cuando tenía 16 años, fue invitado a unirse como guitarrista a una banda local llamada "The Silhouettes". Cuando el vocalista principal dejó el grupo, Ritchie asumió esa posición, el 19 de octubre de 1957 hizo su debut con ellos. Además de las presentaciones con The Silhouettes, tocaba como solista en fiestas y otras reuniones.

## Carrera artística
En mayo de 1958, fue descubierto por Bob Keane, propietario y presidente de la compañía Del-Fi Records, un pequeño sello discográfico de Hollywood. A ellos llegó el comentario de un nuevo talento proveniente del Valle de San Fernando, un joven de solo 16 años, que tocaba en un grupo, llamado The Silhouettes, y era llamado el "Little Richard regional", en alusión al famoso músico de rock de aquel nombre.
Un sábado en la mañana, Bob Keane vio por primera vez la actuación de Ritchie, en un local de un cine de San Fernando. Impresionado, decidió invitarlo para oírlo en su casa de Silver Lake, en el área de Los Ángeles, donde tenía Keane un pequeño estudio de grabación en el sótano. El equipo de grabación constaba de un antiguo grabador portátil Ampex 6012 de dos canales y un par de micrófonos Telefunken U-87.
Grabaron varias canciones, en las que Ritchie tocó y cantó, que luego regrabaron en los estudios Gold Star. Algunos de esos demos se pueden escuchar en el disco Ritchie Valens — The Lost Tapes. De ese día son dos canciones, que luego mejoraron en Gold Star, donde se le agregaron otros instrumentos: una de ellas fue «Donna» (La cual la cantó por primera vez en un teléfono público, dedicándosela a su novia Donna Ludwig), y la otra el instrumental «Ritchie's Blues». Ritchie ejecutaba una parte de esa pieza utilizando un lápiz.
Después de varias sesiones en su estudio privado, de escribir letras y arreglar canciones, Bob Keane consideró listo a Ritchie para grabar en estudio junto a una banda que lo acompañara. A sugerencia de Keane, Richard cambió su nombre por el de Ritchie, y Valens en lugar de Valenzuela, para mejor efecto ante el público de habla inglesa. La primera canción que grabó, una tarde de julio de 1958, fue «Come On, Let's Go» (acreditada a Valens/Kuhn, nombre real de Keane) y «Framed» (acreditada como Jerry Leiber y Mike Stoller).
El siguiente disco, el último de su vida: el doble sencillo «Donna» y «La bamba». Esta última fue el título de la película de 1987 basada en su vida, protagonizada por Lou Diamond Phillips como Valens, y Esai Morales como su medio hermano Bob Morales Valenzuela.

## Muerte

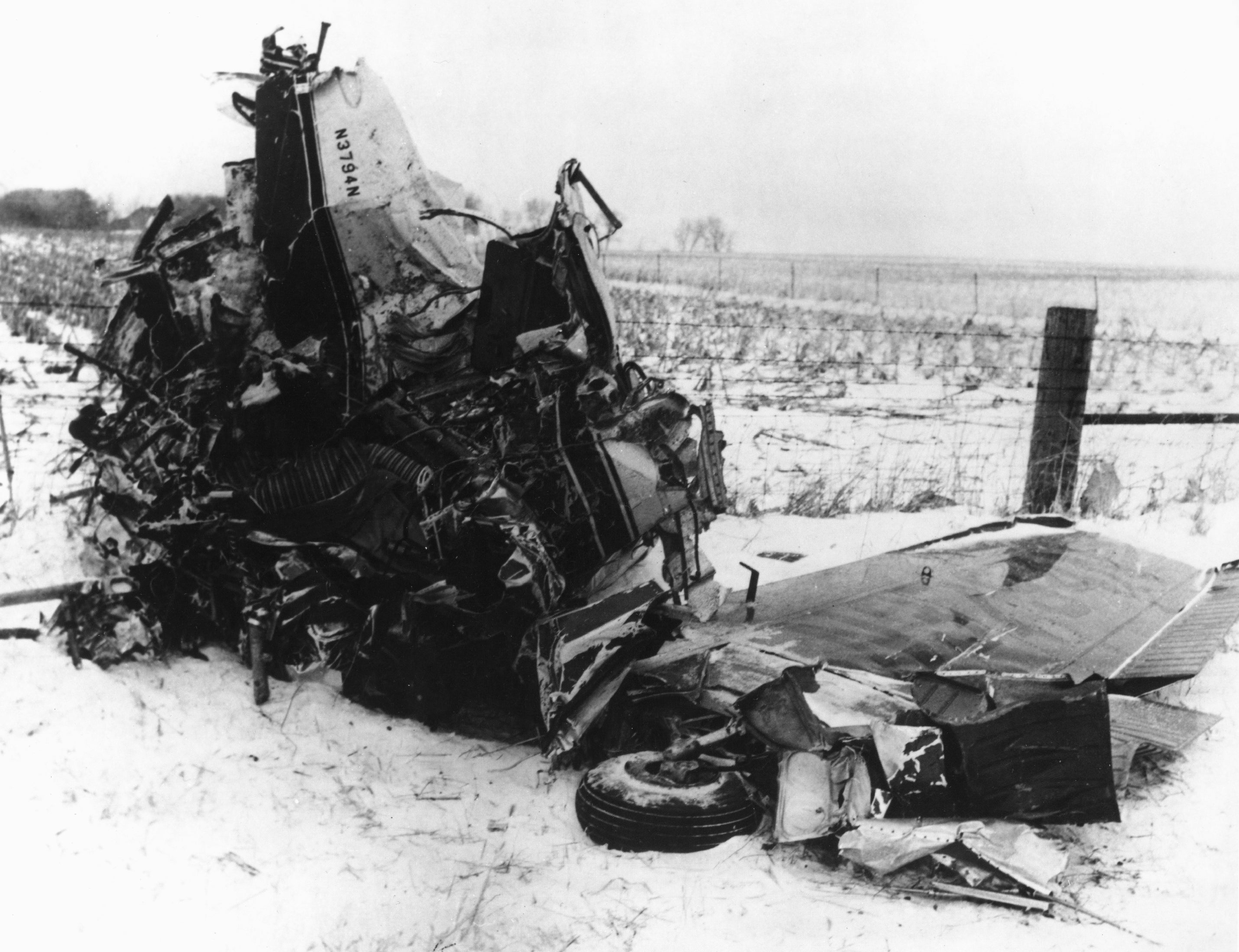
Fotografía de los restos del avión que se estrelló en Iowa.

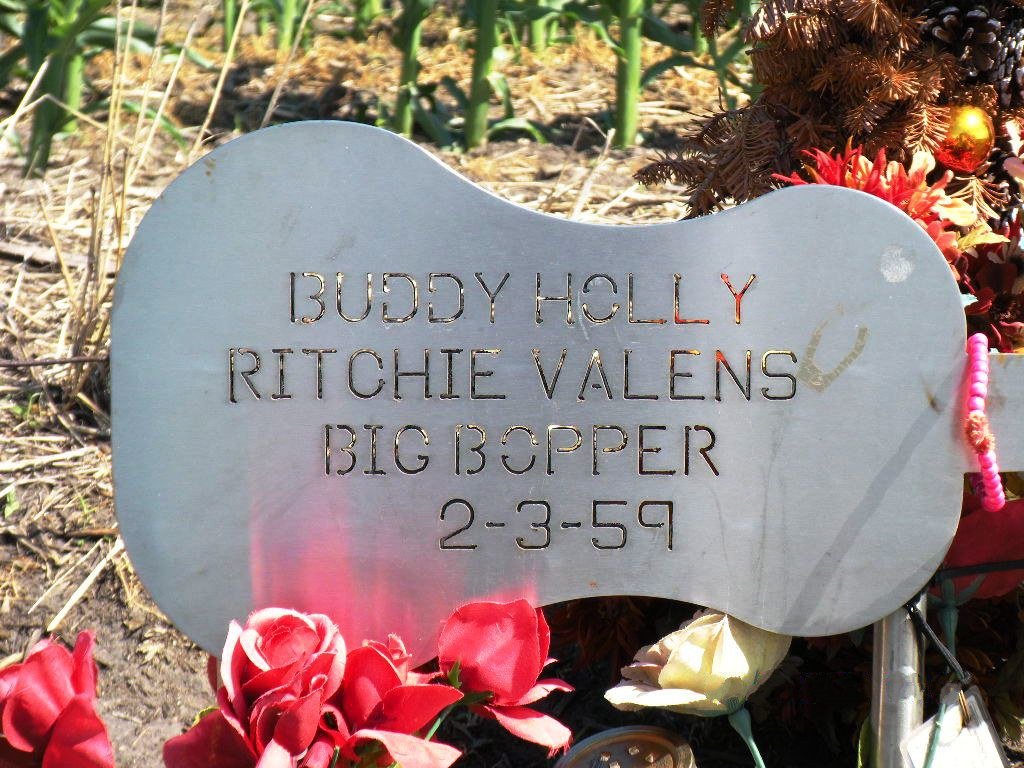
Placa conmemorativa a Valens, Holly y Big Bopper.

A comienzos de 1959, Ritchie participaba en la llamada 'Winter Dance Party' una gira de grandes estrellas del Rock and Roll por el centro de los Estados Unidos. A mediados de la gira, la calefacción del autobús en el que iban los artistas se estropeó, y la mala organización de la gira no pudo prever un imprevisto así y no contrató a nadie capaz de arreglarla.
Para evitar una noche más de viaje en esas condiciones, Buddy Holly, otra de las estrellas de la gira, tuvo la idea de alquilar una avioneta para cuatro personas después de su concierto en el 'Surf Ballroom' de Clear Lake, Iowa, para llegar cuanto antes a un hotel a dormir y descansar cómodamente. Aparte de Buddy Holly, había lugar para otros dos músicos más en el avión, entre ellos Ritchie Valens que tenía miedo a volar en aviones. Irónicamente ganó su lugar aquella fría noche apostando a cara o cruz con otro artista de la gira, Tommy Allsup, y selló así su destino.
La avioneta era una Beechcraft Bonanza para cuatro pasajeros, pilotada por un joven inexperto, y partió aquel 3 de febrero de 1959 en la madrugada, en medio de una gran tormenta de nieve. Según se piensa, el piloto no tenía conocimientos suficientes y desconcertado por la nieve que todo lo cubría, habría equivocado la lectura de los instrumentos, única manera de volar con visibilidad nula, entre nubes y campos absolutamente blancos. Fue así como en lugar de subir, la avioneta en realidad bajó, y se estrelló a 8 km de despegar en un campo cercano al aeropuerto. No hubo sobrevivientes.
Además de Ritchie (de 17 años), murieron aquel día Buddy Holly (de 22), "The Big Bopper" (de 28), y el piloto Roger Peterson de 21 años. Años después sería llamado aquel accidente: "El día que murió la música" según «American Pie», la balada de Don McLean.
La tragedia de la música estadounidense, continuaría luego con la muerte del también pionero del Rock and Roll Eddie Cochran, en su primera gira a Inglaterra en 1960. Cochran había grabado la canción «Three Stars» en homenaje a sus amigos y colegas Ritchie Valens, Buddy Holly y The Big Bopper, una canción con una estrofa dedicada a cada uno de ellos, comenzando por Ritchie Valens:

"...Ritchie, todos me llaman a mí sólo un chico, pero tú tenías sólo 17 años..."
Estrofa de Three stars.[cita requerida]

Ritchie Valens fue enterrado en el San Fernando Mission Cemetery de Mission Hills, California.

## Legado

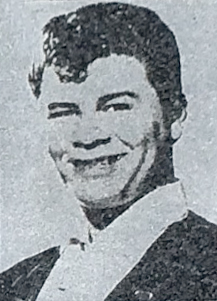
Fotografía de Ritchie Valens que aparece en su tumba.

Valens fue un pionero del rock chicano y del rock latino, inspirando a muchos músicos de ascendencia mexicana. Influyó en artistas como Los Lobos, Los Lonely Boys y Carlos Santana, ya que Valens había alcanzado el éxito a nivel nacional en una época en la que muy pocos latinos estaban en el rock and roll y la música pop estadounidenses. Se le considera el primer latino en cruzar con éxito al rock convencional.
"La Bamba" resultó ser su grabación más influyente, no sólo por convertirse en un éxito en las listas de éxitos cantado íntegramente en español, sino también por su exitosa combinación de música tradicional latinoamericana con rock. Valens fue el primero en capitalizar esta fórmula, que luego fue adoptada por artistas tan variados como Carlos Santana, Selena,  Café Tacuba, Circo, El Gran Silencio, Aterciopelados, Gustavo Santaolalla y muchos otros de la escena alternativa latina. La familia Valenzuela sólo hablaba inglés en casa y él sabía muy poco español. Valens aprendió fonéticamente la letra para grabar "La Bamba" en español. En 2019, la versión Valens de "La Bamba" fue seleccionada por la Biblioteca del Congreso de Estados Unidos para su conservación en el Registro Nacional de Grabaciones como "cultural, histórica y estéticamente significativa".
Valens fue nominado al premio Grammy a la Canción del Año en 1988 por La Bamba.
En 2015, la revista Billboard incluyó a Valens en su lista de los 30 artistas latinos más influyentes de la historia, citando "la influencia del miembro del Salón de la Fama del Rock and Roll sigue viva en los artistas alternativos latinos de hoy" y también citando "el cruce duradero de los artistas latinos pioneros". "La Bamba" demostró desde el principio que la música con raíces mexicanas y las letras en español atraían al público general".
"Come On, Let's Go" ha sido grabada por Los Lobos, los Ramones y los Paley Brothers (los Ramones a la guitarra, el bajo y la batería y los Paley Brothers a la voz), Tommy Steele, los Huntingtons, Girl in a Coma y los McCoy. Johnny Rebb y sus Rebels grabaron la canción para Leedon/Canetoad Records en Australia. "Donna" ha sido grabada por artistas tan diversos como MxPx, Marty Wilde, The Youngbloods, Clem Snide, Cappadonna y Misfits.
Robert Quine ha citado la forma de tocar la guitarra de Valens como una de sus primeras influencias en su estilo. Valens también inspiró a Jimi Hendrix, Chan Romero, Carlos Santana, The Beatles, Chris Montez, Keith O'Conner Murphy, The Beach Boys y Led Zeppelin entre otros.
Junto a él está enterrada la madre de Valens, Concha, fallecida en 1987.

## Reconocimientos

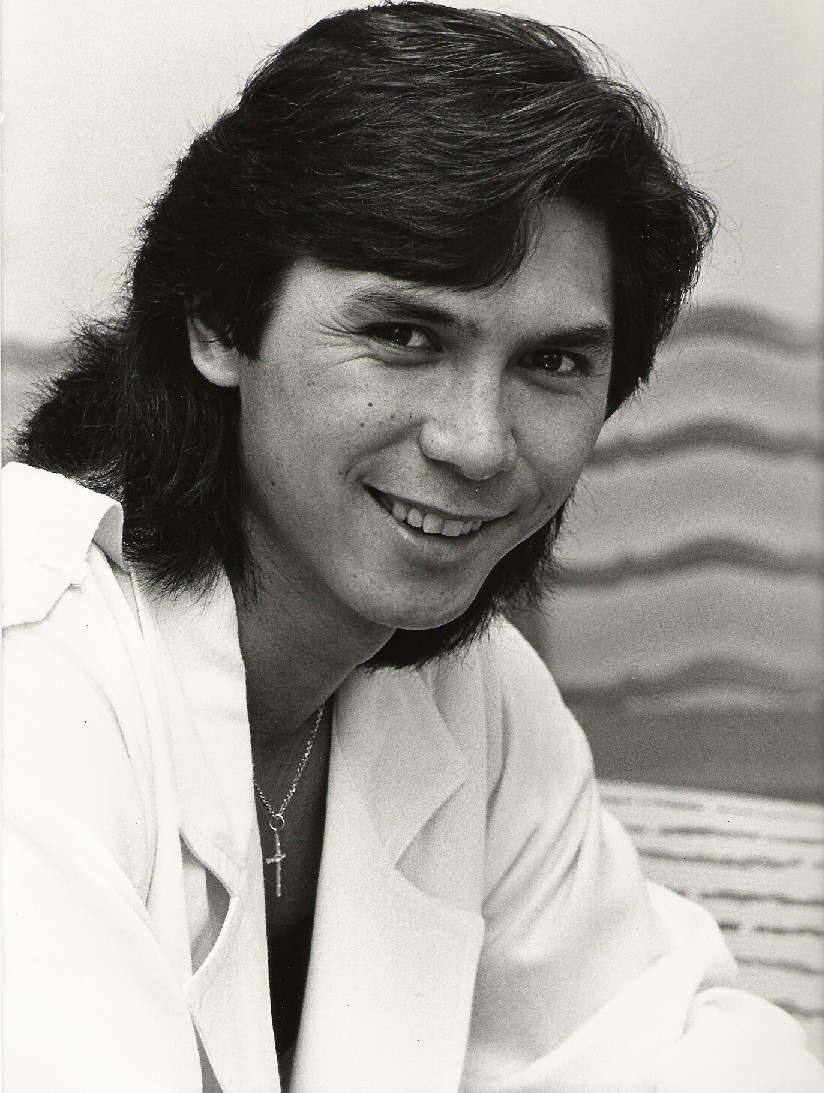
Lou Diamond Phillips en 1987. Interpretó a Valens en la película La Bamba (1987).

Ritchie Valens obtuvo de forma póstuma una estrella en el Hollywood Walk of Fame en 1990 y en 2001 fue incluido en el Rock and Roll Hall of Fame. Su labor pionera en la historia del Rock and Roll es recordada por el Rockabilly Hall of Fame.
En 1987 se estrenó la película La Bamba, en la que se narraba su vida. El actor Lou Diamond Phillips fue el encargado de interpretar a Valens, mientras que el grupo Los Lobos se encargaba de la banda sonora.
En 1988, Ken Paquette de Wisconsin, artista y admirador de la música de los años 50, erigió un monumento en el campo donde se estrelló el avión. El monumento en acero, representa una guitarra de metal y tres discos con los nombres de cada uno de los artistas que murieron en el accidente. Este monumento se encuentra en un sector privado, en el 315th Streety Gull Avenue, aproximadamente a 8 millas al norte de Clear Lake. También se realizó otro segundo monumento equivalente, en Riverside Ballroom in Green Bay, Wisconsin y este fue inaugurado el 17 de julio de 2003.

## Discografía
- Ritchie Valens (1959)
- Ritchie (1959)
- In Concert At Pacoima Jr. (1960)

## Sencillos
- s Go (POP n.º 42, R&B n.º 27) / Framed -- Del-Fi 4106 (noviembre de 1958)
- Donna (POP n.º 2, R&B n.º 11; UK n.º 29) / La Bamba (POP n.º 22) -- Del-Fi 4110 (noviembre de 1958)
- Fast Freight / Big Baby Blues -- Del-Fi 4111 (1 de 1959)

Edición original presentada como "Arvee Allens", ediciones posteriores presentadas como "Ritchie Valens"
- That's My Little Suzie (POP n.º 55) / In A Turkish Town -- Del-Fi 4114 (3 de 1959)
- Little Girl (POP n.º 92) / We Belong Together -- Del-Fi 4117 (Jun-59) (A&A)26-12-18
- Big Baby Blues / Stay Beside Me -- Del-Fi 4128 (Oct-59)
- The Paddiwack Song / Cry, Cry, Cry -- Del-Fi 4133 (Feb-60)
- La Bamba 1987 / La Bamba (versión Richie Valenz, versión original son jarocho) -- Del-Fi 1287 (1987)
- Come On, Let's Go / La Bamba -- Del-Fi 51341 (1998)